# Dinapigue
Dinapigue è una municipalità di terza classe delle Filippine, situata nella Provincia di Isabela, nella Regione della Valle di Cagayan.
Dinapigue è formata da 6 baranggay:
- Ayod
- Bucal Norte
- Bucal Sur
- Dibulo
- Digumased (Pob.)
- Dimaluade